# Вейд Барретт
Стюарт «Стю» Олександр Беннетт (англ. Stuart «Stu» Alexander Bennett) - англійський професійний реслер. В даний час виступає в WWE під ім'ям Вейд Барретт (англ. Bad News Barrett). Він став переможцем першого сезону WWE NXT та є засновником угрупування Нексус, а також засновником The Corre. До WWE, в інших компаніях, він виступав під іменами Лицар Лоуренс, Стю Беннетт, Стю Сандерс.

### Біографія
Беннетт народився в Пенвортсі, Ланкашир. Він жив у місті Престон, доки у віці шести років, він разом зі своєю сім'єю не переїхав в Уельс. Беннетт був натхненний своїм кумиром Деві Бой Смітом стати професійним борцем, і назвав матч WWF за титул Інтерконтинентального Чемпіона на SummerSlam 1992 (між Смітом і Бретом Гартом),своїм найулюбленішим. Беннетт отримав вчений ступінь в галузі морської біології в Університеті Ліверпуля.

## Дебют і виступи у незалежних федераціях (2004-2006)
Беннетт вирішив стати професійним борцем у віці 21 і був учнем Джона Річі та Ал Сноу. У реслінгу дебютував в червні 2004 року, використовуючи ім'я "Стю Сандерс" в Battle Royal, проведеного NWA Велика Британія Hammerlock Wrestling. Сандерс також виступав в численних федерація реслінгу, таких як Dropkixx Wrestling, Real Quality Wrestling, і Wales for Welsh Wrestling. У червні 2005 року він переміг Денні Беквіта у Dropkixx Wrestling, і завоював титул чемпіона у важкій вазі.. У 2005 році він ворогував з Ніком Алдісом і Денні Декстером в Dropkixx Wrestling.
World Wrestling Entertainment/WWE (2006-наш час)
Беннет підписав контракт з World Wrestling Entertainment (WWE) у жовтні 2007 року. Він був направлений OVW під псевдонімом Стю Сандерс, де він зазнав поразки від Ейса Стіла в «темному» матчі. Пізніше він сформував команду з Полом Берчіллом і провів короткочасний фьюд з командою Курта Гокінса і Зака Райдера. 2 січня 2008 року Сандерс і Берчілл перемогли Кольта Кабану і Чарльза Еванса у фіналі турніру за чемпіонство в командних боях Південної OVW. Барретт і Берчілл володіли титулами протягом майже двох місяців, поки не програли його Лос-Локусу (Рамон і Рауль) в матчі за участю чотирьох команд, де також взяли участь Інсургенти (Алі та Омар Акбар) і Мобільні Гомерси (Тед МакНіл та Адам Револьвер). Після цього WWE розірвало договір з OVW, і Барретт був переведений..
6 травня 2008 Барретт і Дрю Макінтайр, перемогли Пуерториканський Кошмар (Едді Колон та Ерік Перес), і виграли Чемпіонство командних боїв FCW. Команда розпалася після втрати титулу, і Барретт почав боротьбу під своїм справжнім ім'ям, а пізніше змінив його на Лицар Лоуренс. 9 лютого 2009 року, Беннетт оголосив, що він буде коментатором, разом з Дасті Роудсом. Причиною послужив розрив м'язів спини. У серпні 2009 року, Беннет бере нове ім'я - Вейд Барретт.

## WWENXT(2010)
16 лютого 2010 було оголошено, що Барретт стане учасником першого сезон WWE NXT, де Кріс Джеріко буде його наставником. Його перша поява в NXT відбулося 23 лютого, в самому першому випуску. У дебютному бою, Барретт переміг Денієла Брайана. В епізоді NXT за 13 квітня, Барретт переміг у конкурсі « Обговорення» і виграв право користуватися ексклюзивною музичною темою. 1 червня, в останньому епізоді першого сезону NXT, Барретт переміг Давіда Отонгу і Джастіна Гебріела і отримав контракт на виступи на WWE RAW і право битися за титул з будь-яким чемпіоном на вибір.

## НексусіЯдро(2010—2011)
7 червня на Raw, Барретт очолив вторгнення учасників NXT в WWE, втрутившись в головну подію вечора - матч між Джоном Сіною і СМ Панком, напавши на обох бійців і коментаторів. На наступному епізоді RAW, Барретт та інші новачки (без Даніела Брайана) напали на Генерального Менеджера RAW Брета Харта і зажадали від нього контракти на виступи в WWE. На PPV Fatal 4-Way, новачки втрутилися в головний матч - бій за чемпіонство WWE, через що Джон Сіна програв свій титул. На наступному RAW, Вінс МакМехон звільнив Гарта і оголосив, і був запрошений « анонімний » Генеральний менеджер, а сім новачків отримали контракти. Угруповання тепер було офіційне, і взяла собі назву «Нексус». Новачки напали на Сіну і Макмехон, який виступав як рефері. Пізніше Сіна напав на Даррена Янга, згодом до PPV «Summerslam» Нексус виступали без нього. На Summerslam Джон Сіна виступав зі своєю командою реслінгу, яка перемогла Нексус в матчі 7 на 7. У команду Сіни входили Едж, Кріс Джеріко, Ар-Трус, Джон Моррісон, Деніел Брайан і Брет Харт. У складі Нексуса були сам Баррет, Девід Отанга, Гіт Слейтер, Скіп Шеффілд, Даррен Янг, Джастін Гебріел і Майкл Тарвер. Спочатку бій складався на користь команди Сіни - Браян своїм коронним прийомом змусив здатися Янга, а потім Моррісон утримав Тарвера. Але коли на ринг вийшов Скіп Шеффілд, ініцітіва перейшла до Нексусу. Спершу Скіп утримав Моррісона, а потім Р- Труфа. Після його опонентом став Брет Харт, який перегравав Шефффілда, але потім Нексус викинули на ринг стілець, яким він вдарив Шеффілда і, незважаючи на протести, був дискваліфікований. Але Едж і Кріс Джеріко повернули ініціативу команді WWE, утримавши Шеффілда і вибивши Отангу відповідно. Потім у процесі бою проти Y2J останній випадково штовхнув Сіну, в результаті чого виникла плутанина, чим скористався Гіт, утримавши Джеріко і Еджа. Потім Джеріко і Едж вдарили Сіну і тільки потім залишили ринг. Слейтер і Гебріел сильно побили Сіну, але той зумів передати естафету Деніелу Брайану, який змусив здатися Слейтера, але був утриманий Джастіном Гебріелом, після того, як його вдарив валізою по голові Міз. Однак Сіна відпочив і викинув двох членів, що залишилися: Гебріела і Баррета.

## Особисте життя
8 червня 2008 Беннетт був арештований в місті Тампа, штат Флорида, через використання шокера на співробітника правоохоронних органів. Арешт відбувся в межах ресторана-бара «Чеммпс» о 2 годині ночі. Беннетт був звільнений на наступний день. Відповідно до джерел FCW, всі звинувачення лягли на поліцію.

## В реслінгу
Фінішер
- Bad News Bull Hammer

Улюблені прийоми
- Back kick
- Big boot

Музичні теми
- "We Are One" від 12 Stones
- "End of Days" від Jim Johnston
- "Just Don't Care Anymore" від American Fangs
- "Rebel Son" від CFO$

## Титули і нагороди
Dropkixx
- Dropkixx IWC European Heavyweight Championship (1 time)[2]

Florida Championship Wrestling
- FCW Florida Tag Team Championship (1 раз) – з Дрю МакнІтайром

Ohio Valley Wrestling
- OVW Southern Tag Team Championship (1 раз) – з Полом Бурчілом

Pro Wrestling Illustrated
- PWI фьюд року (2010) Нексус проти WWE
- PWI Most Hated Wrestler of the Year (2010) як частина Нексус
- PWI ставить його #19 з топ 500 реслерів в 2011

World Wrestling Entertainment/WWE
- Інтерконтинентальний чемпіон WWE (4 рази)